# Caldicot
Caldoicot (wal Cil-y-Coed) - miasto w Wielkiej Brytanii, w południowo-wschodniej Walii w hrabstwie Monmouthshire. Caldicot zamieszkuje ok. 11 000 osób. W mieście znajduje się średniowieczny zamek.

## Położenie
Caldicot znajduje się w pobliżu ujścia rzeki Severn do Kanału Bristolskiego, przy autostradach M4 i M48, przy mostach Severn Bridge, Second Severn Crossing i tunelu Severn Tunnel.

## Nazwa
Pochodzenie nazwy jest niejasne. Jedna z wersji utrzymuje, że pochodzi od walijskiego Cil-y-coed oznaczającego otulinę leśną; inne badania wskazują na pochodzenie od staroangielskich słów calde i cot, oznaczających "zimna schronienie". W historii spotyka się dziesięć sposobów zapisu nazwy miasta.

## Historia
Pierwsze ślady osadnictwa na tym terenie pochodzą z neolitu; teren ten był również aktywny w epoce brązu. Osada jest wzmiankowana w Domesday Book z r. 1086. Od czasów średniowiecznych istniał zamek. Do XIX w. Caldicot był wsią, rozwój rozpoczął się w latach 50. XIX w. po wybudowaniu tunelu pod rzeką Severn. Dynamiczny rozwój rozpoczął się w r. 1962 wraz z wybudowaniem odlewni w Llanwern.